# 星际弹球之失落的世界
《星际弹球之失落的世界》（简称「失落的世界」，又称「迷失的世界」），是美国Reflexive Enertainment公司继《星际弹球之终极弹球》之后，第二款所制作的打砖块系列游戏。该游戏在2004年4月在Windows平台率先发布；在2005年11月同时也在Mac平台发布。

## 概述
该游戏与《星际弹球之终极弹球》相同的是，也是没有剧情模式、只有4个不同场景和道具从屏幕上方下落到屏幕底部。不同的是这四个场景图的位置全变化了，这4个场景分别为海底图、火山图、花园图和外星人基地图；道具的物品全焕然一新；关卡一共160关；还有，这款游戏出现了在其他打砖块游戏里面没有的金环和银环道具；以及是关卡编辑器。如果一个世界内，如果每关能够把全部5个金环获取成功，玩家将会在最后通关时会获得“金环大师”，虽然这款游戏能在没有获取全部5个金环的条件情况下通关，但比上一作来说缺少了游戏的挑战性。

## 星际弹球后作系列游戏出现后的变化
虽然这款游戏缺少了挑战性，但自从《星际弹球之失落的世界：再袭击》（2004年10月）和《星际弹球之无极挑战》（2007年8月）这两款游戏出现了以后，这款游戏已经受到了冷落。